# 노먼 터로그
노턴 터로그(Norman Rae Taurog, 1899년 2월 23일 ~ 1981년 4월 7일)는 미국의 영화 감독, 각본가이다. 1920년부터 1968년까지 터로그는 180개의 영화를 감독하였다. 32세에 스키피(1931년)를 통해 아카데미 감독상을 받았다.

## 저명한 영화
- 스키피 (1931) w/ 재키 쿠퍼
- 소년의 거리 (1938) w/ 스펜서 트레이시, 미키 루니
- G.I. 블루스 (1960) w/ 엘비스 프레슬리, 줄리엣 프로즈
- 블루 하와이 (1961) w/ 엘비스 프레슬리, 조안 블랙맨, 앤절라 랜즈베리